# Assebbab
Assebbab (àrab الصباب) és una comuna rural de la província de Guercif de la regió de L'Oriental. Segons el cens de 2014 tenia una població total de 7.069 persones.